# Batlug
 Batlug  (olaszul: Batlugo) falu Horvátországban, Isztria megyében. Közigazgatásilag Gračišćéhez tartozik.

## Fekvése
Az Isztriai-félsziget közepén, Pazintól 10 km-re délre, községközpontjától 8 km-re délnyugatra fekszik.

## Története
A településnek 1880-ban 202, 1910-ben 326 lakosa volt. Az első világháború után Olaszország része lett, majd a második világháborút követően Jugoszláviához csatolták. Jugoszlávia felbomlása után 1991-ben a független Horvátország része lett. Lakói főként mezőgazdasággal foglalkoztak. 2011-ben 127 lakosa volt.

## Lakosság
| Lakosság változása | Lakosság változása | Lakosság változása | Lakosság változása | Lakosság változása | Lakosság változása | Lakosság változása | Lakosság változása | Lakosság változása | Lakosság változása | Lakosság változása | Lakosság változása | Lakosság változása | Lakosság változása | Lakosság változása | Lakosság változása |
| ------------------ | ------------------ | ------------------ | ------------------ | ------------------ | ------------------ | ------------------ | ------------------ | ------------------ | ------------------ | ------------------ | ------------------ | ------------------ | ------------------ | ------------------ | ------------------ |
| 1857               | 1869               | 1880               | 1890               | 1900               | 1910               | 1921               | 1931               | 1948               | 1953               | 1961               | 1971               | 1981               | 1991               | 2001               | 2011               |
| 0                  | 0                  | 202                | 197                | 260                | 326                | 0                  | 0                  | 328                | 326                | 273                | 227                | 185                | 172                | 142                | 127                |

## Nevezetességei
A falutól délkeletre egy erdős dombtetőn áll a Szent Kereszt tiszteletére szentelt 1906-ban épített temploma. A templom az 1594-ben épített régi templom helyén épült, melyről egy glagolita felirat tanúskodik. A templom négyszög alaprajzú, homlokzata felett kicsi, nyitott harangtoronnyal és két haranggal. A homlokzat elé nyitott előcsarnokot építettek.